# フィットネスクラブ
フィットネスクラブ（英: Fitness Club）とは、会員の健康維持や健康づくりのための運動施設と専門指導員を有する民営のスポーツクラブである。アスレチッククラブやヘルスクラブと称されることもある。より郊外にありゴルフやテニス、乗馬が出来る類似の施設はカントリークラブと呼ばれる。

## 欧米のフィットネスクラブ
大手のスポーツクラブには、アメリカの24アワーフィットネス（24 Hour Fitness）、ゴールドジム（Gold's Gym）、イギリスのフィットネスファースト（Fitness First）などがある。
国際ヘルスラケットスポーツクラブ協会（International Health, Racquet & Sportsclub Association：IHRSA）の統計によると、米国の2016年のフィットネスクラブ数は36,540軒、利用者数は5,730万人となっている。
以下は大手のフィットネスクラブ
- Life Time Fitness（米国・カナダに展開）[2]
- Equinox Holdings（米国・カナダ・イギリスに展開）[2]
- 24 Hour Fitness（米国に展開）[2]
- Town Sports International（米国・スイスに展開）[2]
- Planet Fitness（米国・カナダ・ドミニカ共和国に展開）[2]
- Gold's Gym International（世界6大陸に展開）[2]

## 日本のフィットネスクラブ

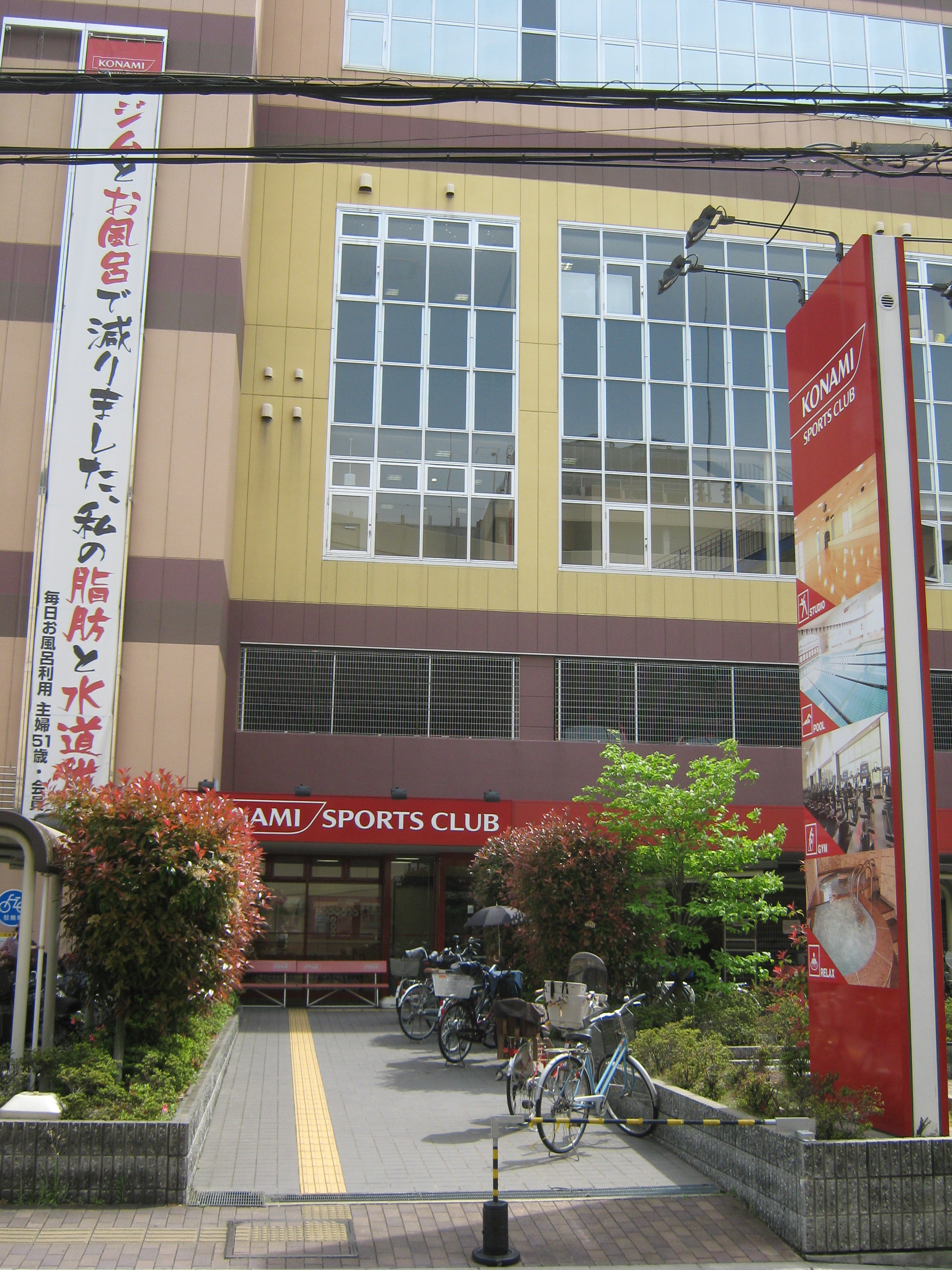
日本におけるフィットネスクラブ例

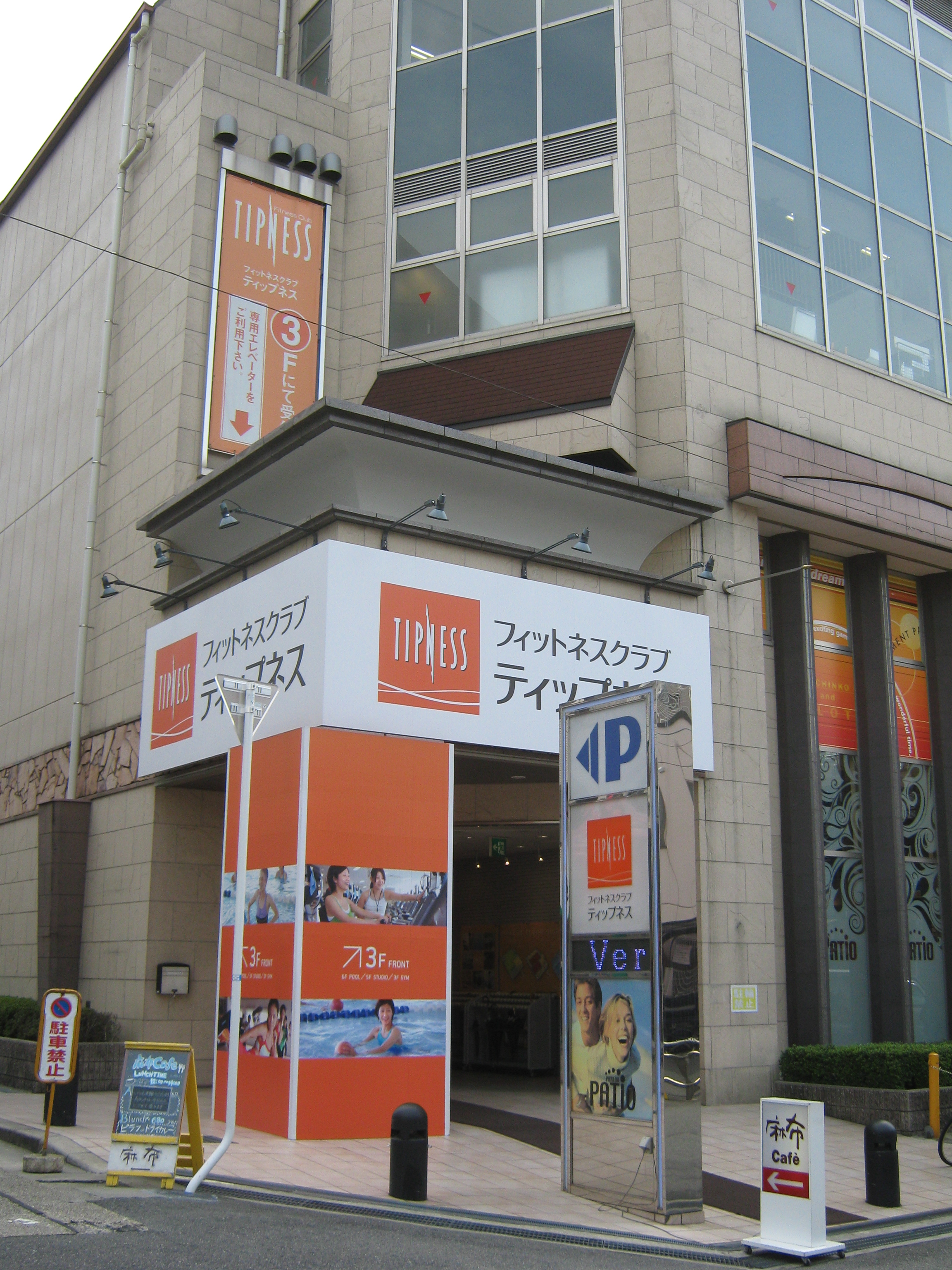
日本におけるフィットネスクラブ例

日本の経済産業省の特定サービス産業実態調査におけるフィットネスクラブの定義は、「室内プール、トレーニングジム、スタジオなど室内の運動施設を有し、インストラクター、トレーナーなどの指導員を配置し、会員にスポーツ、体力向上などのトレーニング方法などを教授する事業所」とされ、室内プールの他に室内運動施設を有しない事業所は除外するとされている。
2008年の時点での市場規模は約2,940億円、会員数の合計は278万人であり、今後さらに成長すると見込まれた。
大手のフィットネスクラブにはセントラルスポーツ、コナミスポーツクラブ、ティップネス、ルネサンスなどがある。その他主要なフィットネスクラブについては、日本のフィットネスクラブ一覧を参照。

### 沿革
事業化が始まったのは1970年代である。日本レスリング協会会長・八田一朗が1970年、新宿に建設した「スポーツ会館」がその草分けといわれる。
東京アスレティッククラブ（TAC）が1970年（昭和45年）に日本で最初に生まれた会員制総合スポーツクラブと言われる。
1980年代になると余暇の多様化やバブル景気と相まって、企業の子会社によるクラブが増加した。また、既存のスイミングスクールが業容を拡大して参入するケースも見られた。
1990年代になると、バブル崩壊のあおりを受けて多くのクラブが経営不振に陥った。さらに、事業の再構築の一環として福利厚生の見直しが企業において進められた結果、中小クラブの営業権を大手クラブが買収・譲受する形で整理統合が行われた。株式を公開・上場するクラブや、逆に投資ファンドの標的となるクラブも現れた。
2000年以降は、ダイエットやアンチエイジングに代表される健康ブームの広がりに加え、いわゆるメタボリック症候群への関心も高まり、施設は再び増加傾向にある。小型の施設が増加しているほか、鉄道、流通など異業種からの参入もあり、さらには海外企業も進出してきており、競争は激しくなっている。
2020年代になると、新型コロナウイルス感染拡大の影響で会員減少などの問題に直面した。

### 施設
室内プール・トレーニングジム・スタジオの3つが、もっとも基本的な施設である。ゴルフやテニスやダイビングのスクール、フットサルのコート、レストランを併設する店舗もある。また、近年は、スパやサウナ、マッサージ、エステなど、リラクゼーション施設を兼ね備えたスポーツクラブも増えている。スポーツクラブで必要なウェア、シューズ、バッグ、スイムウェア、飲料、サプリメントなどを販売する売店を併設する店舗もある。
建物は、自前や建て貸しが多い。これは、プールや浴室で大量の水を使用するため、テナントとして出店する場合はあらかじめそれを見越して給排水設備やボイラーを設計してもらう必要があるからである。小型店の中には、雑居ビルのワンフロアに施設をまとめ、シャワー室を廃した施設もある。
立地条件としては、駅前などの交通至便なところ（大都市圏に多い）、大型ショッピングセンターへの併設、雑居ビル内、幹線道路沿い、などがある。

### サービス
主なサービスとして、インストラクターが付き添い会員に個人指導をおこなうパーソナルトレーニング、会員各自の体重や体脂肪率に対するあるいはお腹を引っ込めたい等の目標達成のためのトレーニングメニュー作成とそのフォロー、トレーニングウェア・靴・水着・タオルなどを貸し出す用品レンタル、会員の身長・体重・血圧・体脂肪率・筋肉量などを測定する数値測定サービス、会員の運動や健康に関する履歴をコンピュータで記録・管理するトレーニング管理などがある。エステサービスを導入しているところもある。使用する用品を置いておくための「月契約貸ロッカー」がある店舗もある。また、近年では、パーソナルトレーニングとプロテインの提供がセットになっているプログラムも見受けられる。提供されるプロテインにはアルプロンやザバスなどがある。

### 会員制度
多くの場合、入会時に入会金を支払うほか、月単位の会費を払う（数千円 - 2万円程度が多い）。ただし「キャンペーン」と称して、一定の条件付きで、入会金無料や、1か月分の月会費が無料となる場合もある。福利厚生への対応として、企業の社員や健康保険組合の組合員を対象にした「法人会員」制度を設けている場合も少なくない。
会員種別は、申し込んだ店舗のみを何時でも利用できる会員種別が基本だが、種々の制約（年齢制限、時間帯制限、利用時間制限、曜日制限、利用可能プログラム制限）を条件に、基本的な会員種別よりも会費を下げて、会員獲得を行う場合もある。また、基本的な会員種別よりも高くなる場合が多いが、同一運営企業の他店利用を、無料あるいは追加料金を払うことで認める会員種別も存在する。
運営企業によっては、「相互利用」と称して、提携している他運営企業のスポーツクラブを、無料あるいは追加料金を払うことで利用できる場合もある。
パーソナルトレーニングや、会員個別のフォロー、用品レンタルなどのサービスは、月会費のほか、追加料金が必要な場合が多い。
法的には違法だが、精神障害者の利用や会員登録を定款上認めない施設も一定数存在する。

### 営業時間
店舗や立地条件にもよるが、平日・土曜日は9時頃 - 22時頃、日曜日は10時頃 - 18時頃が一般的。大都市圏では出勤前需要を取り込むため、7時頃から営業を開始する店舗がある。2010年頃からは会社帰りの需要をできるだけ多く取り込むため、24時頃まで営業する店舗も登場した。店舗によっては、24時間営業を行うこともある。

### プログラム
インストラクターの指導の下に行われるプログラムは、グループエクササイズ、レッスンとも呼ばれ、無料で受講できる場合が多い。時間は30分~60分が中心である。スタジオプログラムは、自社開発のオリジナルプログラム・プログラム開発会社のプログラム・インストラクター独自のプログラムなどがある。
スタジオで実施される主なプログラムには、エアロビクス、ステップエクササイズ、格闘技エクササイズ、ヨガ（パワーヨガ・ハタヨガ・ヴィンヤサヨガ・ホットヨガなど）、ピラティス、ダンス（ラテンダンス・フラダンス・ベリーダンス・HIPHOP・フラメンコ・ジャズダンス・ZUMBAなど）、バレエ、チアダンス、体操・新体操などがある。また、プールで実施される主なプログラムには、泳法（クロール・背泳・平泳ぎ・バタフライ）、アクアビクス、アクアウォーキング、フィンスイミングなどがある。各プログラムは参加者の習熟度に合わせて、初級・中級等に分けられているところもある。

### 従業員
従業員のほとんどはインストラクターである。外部契約でレッスン業務に従事するインストラクターもいる。前述の24時間営業店舗では警備会社に委託する形で夜間から早朝を中心に従業員が不在の時間帯も存在する。